# Benzie County
Benzie County is een county in de Amerikaanse staat Michigan.
De county heeft een landoppervlakte van 832 km² en telt 15.998 inwoners (volkstelling 2000). De hoofdplaats is Beulah.